# Adolf Holtzmann den yngre
Adolf Holtzmann, född den 20 december 1838 i Karlsruhe, död den 17 februari 1914 i Freiburg im Breisgau, var en tysk indolog, son till Karl Julius Holtzmann, brorson till Adolf Holtzmann den äldre och Carl Holtzmann, bror till Heinrich Holtzmann samt farbror till Robert och Friedrich Holtzmann.
Holtzmann var honorärprofessor i sanskrit vid universitetet i Freiburg i Baden från 1890.

## Skrifter
- Agni nach den Vorstellungen des Mahabharata (1878)
- Arjuna, ein Beitrag zur Rekonstruktion des Mahabharata (1879)
- Grammatisches aus dem Mahabharata (1883), ett bihang till Whitneys Altindische grammatik
- Das Mahabharata und seine Teile (4 delar, 1892–1895), värdefullt företrädesvis för utförliga bibliografiska anvisningar.